# Quedius nigriceps
Quedius nigriceps är en skalbaggsart som beskrevs av Ernst Gustav Kraatz 1857. Quedius nigriceps ingår i släktet Quedius, och familjen kortvingar. Arten är reproducerande i Sverige.